# Les Stances à Sophie (film)
Pour les articles homonymes, voir Les Stances à Sophie.
Pour plus de détails, voir Fiche technique et Distribution.
Les Stances à Sophie est un film franco-canadien réalisé par Moshé Mizrahi, sorti en 1971.

## Synopsis
Céline, jeune femme libérée, fait la connaissance de Philippe Aignan, un riche homme d'affaires et, contre toute attente, s'en éprend et accepte de devenir sa femme alors qu'elle n'a collectionné jusque-là que des aventures suivant son style de vie beatnik. La vie bourgeoise et les mondanités l'ennuient très vite et elle se lie avec Julia, épouse de l'une des relations de son mari. Les deux amies envisagent de coécrire un ouvrage sur les mœurs sexuelles lorsque Julia meurt dans un accident de voiture bêtement occasionné par son mari. Ce qui provoque immédiatement la rupture de Céline avec Philippe et un milieu qui ne sera jamais le sien.  

## Fiche technique
- Titre original : Les Stances à Sophie[1]
- Réalisation : Moshé Mizrahi
- Scénario : Moshé Mizrahi et Christiane Rochefort d'après son roman, Les Stances à Sophie (Éditions Grasset, 1963)
- Dialogues : Moshé Mizrahi, Christiane Rochefort
- Décors : Micha Garrigue
- Costumes : Michèle Cerf, Jacqueline Rocquet
- Photographie : Jean-Marc Ripert
- Son : Raymond Gauguier
- Montage : Dov Hoenig
- Photographe de plateau : Fabrice Rouleau
- Musique : Art Ensemble of Chicago
- Production : Michel Cousin, Jean-Claude Baudon, Samuel Roy (producteur associé)
- Sociétés de production : Les Films de la Licorne (France), Saroy Films (Canada)
- Sociétés de distribution : Prodis, Pathé, Connaissance du Cinéma (France), TF1 International (vente à l'étranger)
- Pays d’origine :  France,  Canada
- Langue : français
- Tournage extérieur : Paris, Senlis (Oise)
- Format : 35 mm — couleur (Eastmancolor) — 1.66:1 — monophonique
- Genre : comédie dramatique
- Durée : 99 minutes
- Date de sortie :  3 février 1971
- (fr) Classification CNC : interdit aux -12 ans (visa d'exploitation no 37647 délivré le 23 février 1971)

## Distribution
- Bernadette Lafont : Céline
- Michel Duchaussoy : Philippe
- Bulle Ogier : Julia
- Serge Marquand : Jean-Pierre, le mari de Julia
- Virginie Thévenet : Stéphanie
- Philippe Desprats : Bruno
- Vigny Wowor : Thomas
- Françoise Lugagne : Madame Aignan
- Micha Bayard : Juana, la bonne Espagnole
- Simon Eine : Hervé
- Bernard Lajarrige : Monsieur Aignan
- Michèle Moretti : Phyllis
- Carl Studer : l'Américain
- Les musiciens d'Art Ensemble of Chicago[2] : non crédités
- Jacques Robiolles : l'invité aux cheveux longs. non crédité.

## Bande originale
- Les Stances à Sophie par Art Ensemble of Chicago avec la chanteuse Fontella Bass (paroles de Noreen Beasley et musique de Art Ensemble of Chicago), album 33 tours LP Pathé Marconi, 1970[3]. Réédition CD par Universal Sound, track listing :
1. Thème de Yoyo — 2. Thème de Céline — 3. Variations sur un thème de Monteverdi I — 4. Variations sur un thème de Monteverdi II — 5. Proverbes no 1 — 6. Thème amour universel — 7. Thème libre — 8. Proverbes no 2